# Kartierung (Ökologie)
Eine Kartierung in der Ökologie ist eine Erfassung des Inventars an Landschafts- und Artgruppen in einem definierten Gebiet. Nach Methode und Ziel unterscheidet man eine Reihe von Kartierungen.
- Biotopkartierung erfasst die Lebensräume in einem bestimmten Gebiet, um diese hinsichtlich ihrer Bedeutung für den Naturhaushalt zu bewerten. Biotopkartierungen werden meist im Auftrag von Behörden durchgeführt, aber auch von naturschutzinteressierten Privatleuten, etwa in Naturschutzverbänden oder im Rahmen von Forschungsarbeiten.
- faunistische und floristische Kartierungen (Brutvogelkartierung, Vegetationskartierung etc.)

## Methodik
Um ein landschaftsökologisches Gesamtbild zu bekommen, werden eine Reihe von Methoden eingesetzt. Als noch keine satellitengestützte Kartierung bekannt war, wurden Bodenkarten im Maßstab 1 : 50.000 bevorzugt.
Für die Darstellung, Sammlung und Auswertung von raumbezogenen Daten werden vor allem Geoinformationssysteme (GIS) genutzt. Seit der nicht-militärischen Verfügbarkeit von Satellitennavigationssystemen (vor allem GPS) und der relativ einfachen Verfügbarkeit, sind Positionsdaten vor allem in der Vegetationskartierung leichter zu ermitteln.
Smartphones ermöglichen inzwischen mit dem eingebauten GPS-Empfänger eine relativ genaue Positionsbestimmung und stellen gleichzeitig Datenbanken zur Verfügung (im Deutschsprachigen Raum z. B. der «Artenfinder»-App des Rheinlandpfälzischen Landesumweltministerium (MUFV)). Gemeinsam mit den Standort-Koordinaten können die Angaben zu der jeweiligen Art an eine zentrale Datenbank geschickt werden.

### Die Rasterkartierung
Die Methode der Rasterkartierung (teilweise auch Gitterfeldkartierung genannt) ist heute am häufigsten aller Methoden zur Erfassung biologischer Arten in einem gewissen Gebiet angewendet (Bestandserfassende Kartierungen). Die kartographischen und methodischen Grundlagen der jeweiligen Kartierung variieren trotz vieler Bemühungen zur Vereinheitlichung regional und international noch immer. Ebenso meist auch die anschließende Darstellung der Ergebnisse.

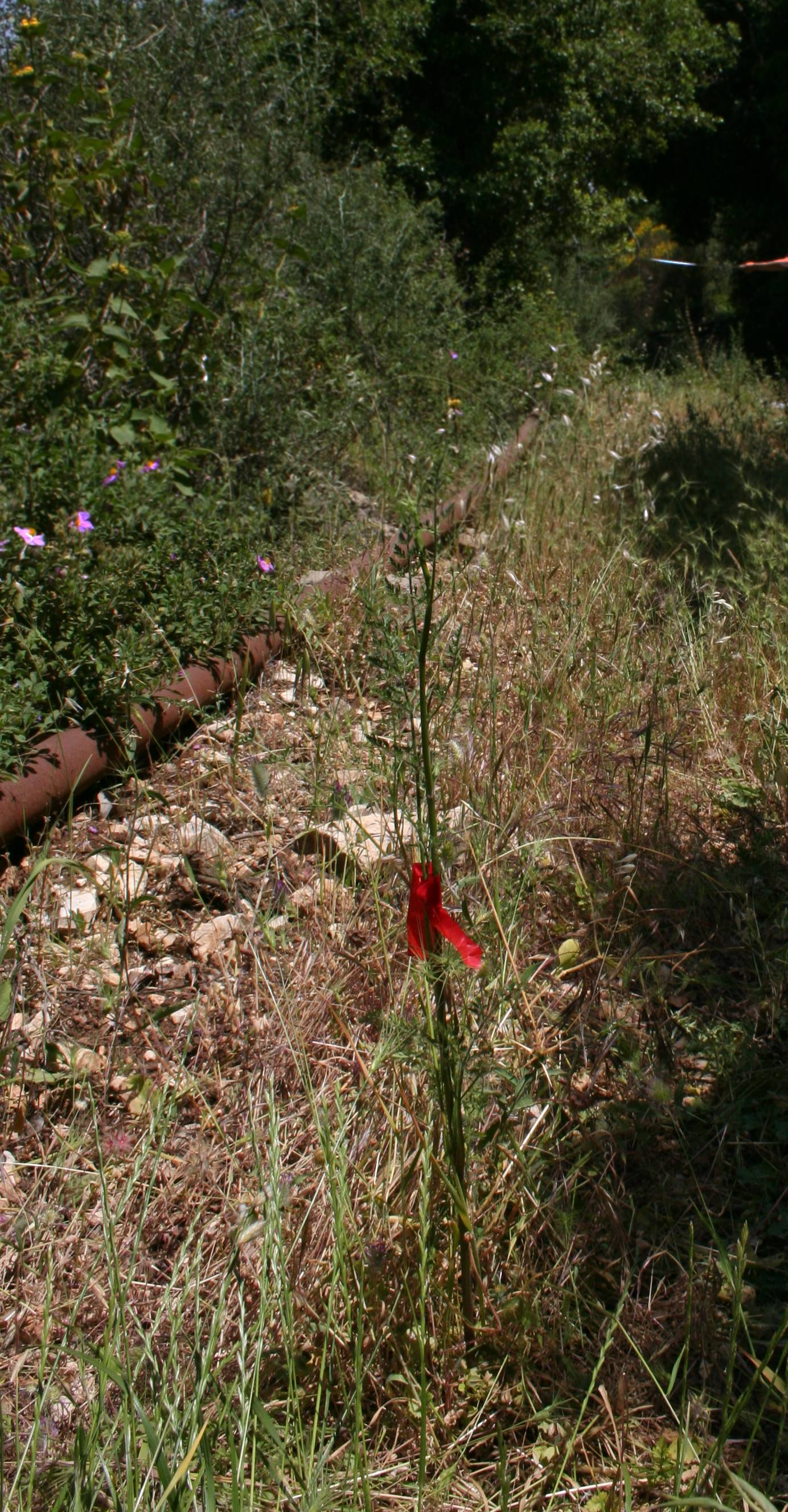
Transekt-Markierung bei zoologischer Kartierung in Galiläa/Israel

### Die Transektkartierung
Ein Transekt kann nach unterschiedlichen Maßstäben gewählt werden, meist entlang eines Umweltgradienten (Höhenlinie, Vegetationsgrenze etc.). In der Regel verläuft ein Transekt linear. Auf ihm werden Mess- bzw. Beobachtungspunkte gesetzt. Vorteil der Transektkartierung ist die Wiederholbarkeit und die Standardisierung auch bei schwierigen Geländebedingungen. Die Transekt-Kartierung wird häufig als Alternative zur aufwändigeren Rasterkartierung verwandt.
Transekte können von wenigen Metern bis zu hunderten Kilometern lang sein. Sie können zur exakten Ausrichtung z. B. per GPS oder Fluchtstangen vermessen sowie zur besseren Wiederauffindung mittels Markierungen (z. B. Schnüre, Stäbe, eingegrabene Magnete) vermarkt werden. Transektkartierungen werden hauptsächlich bei standorttreuen Arten oder Arten mit einem relativ geringen Aktionsradius (Insekten, Amphibien, Reptilien) angewandt. Für Langzeitstudien sind Transektuntersuchungen wegen ihrer einfachen Wiederholbarkeit gut geeignet.